# Elecciones legislativas de Ecuador de 2017
Las elecciones legislativas de Ecuador de 2017  se celebraron el 19 de febrero de 2017 para la elección de los 137 asambleístas (15 nacionales, 116 provinciales y 6 del extranjero) para conformar el pleno del Tercer período legislativo de la Asamblea Nacional del Ecuador, además de 5 parlamentarios andinos. Estas elecciones se realizaron simultáneamente a las elecciones presidenciales, para elegir al presidente y vicepresidente del país.

## Escaños
Se escogieron 137 asambleístas, repartidos de la siguiente manera:
15 Asambleístas nacionales
116 Asambleístas provinciales y distritales
| Provincia | escaños | Provincia   | escaños | Provincia                      | escaños |
| --------- | ------- | ----------- | ------- | ------------------------------ | ------- |
| Azuay     | 5       | Bolívar     | 3       | Cañar                          | 3       |
| Carchi    | 3       | Chimborazo  | 4       | Cotopaxi                       | 4       |
| El Oro    | 5       | Esmeraldas  | 4       | Galápagos                      | 2       |
| Guayas    | 20      | Imbabura    | 4       | Loja                           | 4       |
| Los Ríos  | 6       | Manabí      | 9       | Morona Santiago                | 2       |
| Napo      | 2       | Orellana    | 2       | Pastaza                        | 2       |
| Pichincha | 16      | Santa Elena | 3       | Santo Domingo de los Tsáchilas | 4       |
| Sucumbíos | 3       | Tungurahua  | 4       | Zamora Chinchipe               | 2       |

6 Asambleístas de los migrantes
| Circunscripción especial | # | Circunscripción especial | # | Circunscripción especial           | # |
| ------------------------ | - | ------------------------ | - | ---------------------------------- | - |
| Europa, Oceanía y Asia   | 2 | Canadá y Estados Unidos  | 2 | Latinoamérica, El Caribe y África. | 2 |

## Distritos electorales
Para las elecciones legislativas de 2013 se crearon distritos en las 3 provincias más pobladas del país: Guayas, Pichincha y Manabí. Los distritos electorales fueron:

### Distritos electorales de Pichincha
|                           | |                         |
| Distrito                  | Cantones y/o Parroquias del Distrito Electoral | Asambleístas que eligen |
| ------------------------- | --- | ----------------------- |
| Distrito Quito Norte      | 16 Parroquias Urbanas de Quito DM:Belisario Quevedo El Inca Carcelén Mariscal Sucre Iñaquito Ponceano Itchimbía Jipijapa Kennedy Rumipamba Cochapamba Comité del Pueblo San Juan Concepción Cotocollao El Condado | 4 Asambleístas          |
| Distrito Quito Sur        | 16 Parroquias Urbanas de Quito DM:Magdalena Guamaní Centro Histórico Chilibulo Puengasí Chillogallo Quitumbe Chimbacalle La Argelia San Bartolo La Ecuatoriana La Ferroviaria Solanda La Libertad Turubamba La Mena | 5 Asambleístas          |
| Distrito Parroquias Rural | 33 Parroquias Rurales de Quito DM:Alangasí Amaguaña Atahualpa Calacalí Calderón Conocoto Cumbayá Chavezpamba Checa El Quinche Gualea Guangopolo Guayllabamba La Merced Llano Chico Lloa Nanegal Nanegalito Nayón Nono Pacto Perucho Pifo Píntag Pomasqui Puéllaro Puembo San Antonio de Pichincha San José de Minas Tababela Tumbaco Yaruquí Zámbiza | 4 Asambleístas          |
| Distrito Pichincha        | 7 cantones de Pichincha:Cayambe Mejía Pedro Moncayo Pedro Vicente Maldonado Puerto Quito Rumiñahui San Miguel de Los Bancos | 3 Asambleístas          |

### Distritos electorales de Manabí
|            | |                         |
| Distrito   | Cantones del Distrito Electoral | Asambleístas que eligen |
| ---------- | --- | ----------------------- |
| Distrito 1 | 12 cantones de Manabí: Bolívar Chone El Carmen Flavio Alfaro Junín Jama Pedernales Pichincha Rocafuerte Sucre (Bahía de Caraquez) San Vicente Tosagua | 4 Asambleístas          |
| Distrito 2 | 10 cantones de Manabí: Veinticuatro de Mayo Jaramijó Jipijapa Manta Montecristi Olmedo Paján Portoviejo Puerto López Santa Ana                        | 5 Asambleístas          |

### Distritos electorales de Guayas
|            | |                         |
| Distrito   | Cantones y/o Parroquias del Distrito Electoral | Asambleístas que eligen |
| ---------- | --- | ----------------------- |
| Distrito 1 | 2 Parroquias de Guayaquil:Ximena Febres Cordero | 5 Asambleístas          |
| Distrito 2 | 2 Parroquias de Guayaquil:Tarqui Pascuales | 5 Asambleístas          |
| Distrito 3 | 17 Parroquias de Guayaquil:Ayacucho Bolívar Pedro Carbo Chongón García Moreno Letamendi Nueve de Octubre Olmedo Roca Rocafuerte Sucre Urdaneta Gómez Rendón El Morro Posorja Puná Tenguel 3 Cantones de Guayas: Durán Playas Samborondón                           | 5 Asambleístas          |
| Distrito 4 | 21 Cantones de Guayas: Alfredo Baquerizo Balao Balzar Colimes Daule El Empalme El Triunfo Milagro Naranjal Naranjito Palestina Pedro Carbo Santa Lucía Salitre Yaguachi Simón Bolívar Marcelino Maridueña Nobol Lomas de Sargentillo Antonio Elizalde Isidro Ayora | 5 Asambleístas          |

## Desarrollo

### Anuncios oficiales del CNE
El 18 de febrero de 2016 el Consejo Nacional Electoral de Ecuador anunció que las elecciones tendrían lugar el 19 de febrero de 2017.
El CNE anunció que el plazo de la inscripción de organizaciones políticas cerraría el 18 de agosto de 2016, y el llamado a las elecciones se daría el 18 de octubre, siendo así que durante el 19 de octubre y hasta el 18 de noviembre los partidos tendrían plazo para inscribir sus listas.
Los asambleístas que resulten electos y proclamados por el Consejo Nacional Electoral se reunirán en sesión el 14 de mayo de 2017, y los parlamentarios andinos el 19 de mayo. Estos números se determinan de acuerdo al último censo poblacional realizado en el país, que para estas elecciones, es el realizado en 2010.

### Enmienda constitucional
En diciembre de 2015 fue aprobada una reforma constitucional que eliminó las restricciones al número de periodos que una persona podía ocupar en un cargo de elección popular. Sin embargo, debido a una disposición transitoria la enmienda no entró en vigencia para las elecciones generales de 2017, de este modo impidiendo la posibilidad de buscar un nuevo periodo para los asambleístas que habían ocupado el cargo en dos ocasiones.

### Inscripción de Listas
Los diferentes partidos políticos y alianzas que existieron para estas elecciones se inscribieron conforme a lo indicado por el CNE hasta el 18 de noviembre de 2016. 
En la mayoría de las provincias la Alianza por el Cambio, aprobada el 27 de octubre, generó una lista única, exceptuando a las provincias de Bolívar, Chimborazo e Imbabura, siendo en esta última donde CREO fue la primera en inscribir a sus candidatos. Su lista nacional la inscribieron el 9 de noviembre, encabezada por Guillermo Celi de SUMA, junto con el binomio presidencial Lasso-Páez.
El Acuerdo Nacional por el Cambio fue más variante dentro de la formación de alianzas, yendo de forma independiente a nivel nacional siendo el 17 de noviembre el día que realizaron la inscripción. En Imbabura y Azuay existieron problemas para la Izquierda Democrática para inscribir a sus listas pero se solucionaron, mientras en Guayas, a pesar de haber inscrito lista, la mayoría de esos candidatos pertenecían a Centro Democrático Nacional con el cual iba en alianza en esa provincia.

### Acusaciones de irregularidades
Las acusaciones de irregularidades en estas elecciones causaría la organización de protestas desde el mismo día de elecciones, principalmente destinadas a los resultados de las presidenciales, exigiendo la segunda vuelta, más para las legislativas había un menor interés llegando a indicar Lourdes Tibán, en una publicación en redes sociales, que les "robaban la Asamblea" mientras de defendía la elección presidencial con una fraude electoral también en estas elecciones. Para la semana después de las elecciones vendría de Unidad Popular una denuncia de fraude en Pichincha a la lista del Acuerdo Nacional por el Cambio que beneficiaría a la candidata Elizabeth Cabezas, más tarde investida presidenta del legislativo.

## Resultados
Partidos con representación parlamentaria. 
| Partido / Movimiento      | Partido / Movimiento      | Partido / Movimiento | Lista Nacional | Lista Nacional | Lista Nacional | Listas Provinciales | Listas Provinciales | Listas Provinciales | Listas del Exterior | Listas del Exterior | Listas del Exterior | Total | +/-         |
| Partido / Movimiento      | Partido / Movimiento      | Partido / Movimiento | Votos          | %              | A.             | Votos               | %                   | A.                  | Votos               | %                   | A.                  | Total | +/-         |
| ------------------------- | ------------------------- | --- | -------------- | -------------- | -------------- | ------------------- | ------------------- | ------------------- | ------------------- | ------------------- | ------------------- | ----- | ----------- |
| 35                        |                           | Movimiento Alianza PAIS (PAIS) | 3.184.004      | 39,07          | 7              | 3.061.618           | 36,54               | 67                  | 47.344              | 44,46               | 4                   | 74    | 36          |
| 21 23                     |                           | Alianza: - Movimiento CREO (CREO) - Movimiento SUMA (SUMA)                                                                                    | 1.634.786      | 20,06          | 3              | 1.654.318           | 19,74               | 29                  | 20.548              | 19,29               | 2                   | 34    | 24          |
| 6                         |                           | Partido Social Cristiano (PSC) | 1.295.768      | 15,90          | 3              | 1.251.923           | 14,94               | 12                  | 22.240              | 20,88               | 0                   | 15    | 7           |
| 10                        |                           | Fuerza Ecuador (FE) | 387.100        | 4,75           | 1              | 344.468             | 4,11                | 0                   | 396                 | 0,37                | 0                   | 1     | Sin cambios |
| 12                        |                           | Izquierda Democrática (ID) | 307.235        | 3,77           | 1              | 348.919             | 4,17                | 3                   | 2.628               | 2,47                | 0                   | 4     | Nuevo       |
| 3                         |                           | Partido Sociedad Patriótica (PSP) | 239.594        | 2,94           | 0              | 186.354             | 2,24                | 2                   | 1.355               | 1,27                | 0                   | 2     | 3           |
| 18                        |                           | Movimiento de Unidad Plurinacional Pachakutik (MUPP)                                                                                          | 217.591        | 2,67           | 0              | 216.523             | 2,58                | 4                   | 776                 | 0,73                | 0                   | 4     | 1           |
| 8                         |                           | Partido Avanza (AVANZA) | 175.213        | 2,15           | 0              | 223.339             | 2,67                | 0                   | 2.685               | 2,52                | 0                   | 0     | 5           |
| 5                         |                           | Fuerza Compromiso Social (FCS) | 159.259        | 1,96           | 0              | 128.767             | 1,54                | 0                   | 1.509               | 1,42                | 0                   | 0     | Nuevo       |
| 2                         |                           | Unidad Popular (UP) | 130.391        | 1,60           | 0              | 226.369             | 2,70                | 0                   | 857                 | 0,80                | 0                   | 0     | Sin cambios |
| 7                         |                           | Partido Adelante Ecuatoriano Adelante (AEA)                                                                                                   | 106.758        | 1,32           | 0              | 133.351             | 1,59                | 0                   | 1.866               | 1,75                | 0                   | 0     | Sin cambios |
| 1                         |                           | Centro Democrático (CD) | 92.904         | 1,14           | 0              | 136.955             | 1,63                | 0                   | 1.285               | 1,21                | 0                   | 0     | Nuevo       |
| 51                        |                           | Movimiento Concertación (MC) | 82.309         | 1,01           | 0              | 63.913              | 0,76                | 0                   | -                   | -                   | N/A                 | 0     | Sin cambios |
| 17                        |                           | Partido Socialista Ecuatoriano (PSE) | 70.085         | 0,86           | 0              | 120.796             | 1,44                | 0                   | 1.236               | 1,16                | 0                   | 0     | Sin cambios |
| 19                        |                           | Unión Ecuatoriana (UE) | 66.489         | 0,79           | 0              | 71.917              | 0,86                | 0                   | 1.778               | 1,67                | 0                   | 0     | Nuevo       |
|                           |                           | Movimientos Provinciales - Movimiento Social Conservador - Unidos por Pastaza - Movimiento Peninsular Creyendo en Nuestra Gente (Santa Elena) | -              | -              | N/A            | 209.135             | 2,49                | 3                   | -                   | -                   | N/A                 | 3     | Sin cambios |
| Votos válidos             | Votos válidos             | Votos válidos | 8.149.486      | 77,79          |                | 8.378.665           | 80,97               |                     | 106.503             | 79,94               |                     |       |             |
| Votos en blanco           | Votos en blanco           | Votos en blanco | 1.366.470      | 13,04          | 996.105        | 9,65                | 11.666              | 8,76                |                     |                     |                     |       |             |
| Votos nulos               | Votos nulos               | Votos nulos | 960.275        | 9,17           | 970.452        | 9,38                | 15.061              | 11,30               |                     |                     |                     |       |             |
| Total                     | Total                     | Total | 10.476.231     | 100,00         | 15             | 10.345.192          | 100,00              | 116                 | 133.230             | 100,00              | 6                   | 137   | Sin cambios |
| Registrados/Participación | Registrados/Participación | Registrados/Participación | 12.816.698     | 81,68          |                | 12.436.606          | 83,18               |                     | 378.292             | 35,22               |                     |       |             |

Fuente:

### Escaños obtenidos en Lista Nacional, Provinciales y del Exterior
| Provincias                          |    |    |    |   |   |   |   |   |   |   | Total |
| ----------------------------------- | -- | -- | -- | - | - | - | - | - | - | - | ----- |
| Nacional                            | 7  | 3  | 3  | 1 | 1 |   |   |   |   |   | 15    |
| Azuay                               | 3  | 2  |    |   |   |   |   |   |   |   | 5     |
| Bolívar                             | 1  | 2  |    |   |   |   |   |   |   |   | 3     |
| Cañar                               | 1  | 1  |    |   |   |   | 1 |   |   |   | 3     |
| Carchi                              | 1  |    |    |   | 1 |   |   | 1 |   |   | 3     |
| Chimborazo                          | 2  | 2  |    |   |   |   |   |   |   |   | 4     |
| Cotopaxi                            | 2  | 1  |    |   |   |   | 1 |   |   |   | 4     |
| El Oro                              | 2  | 1  | 2  |   |   |   |   |   |   |   | 5     |
| Esmeraldas                          | 2  | 1  | 1  |   |   |   |   |   |   |   | 4     |
| Galápagos                           | 1  | 1  |    |   |   |   |   |   |   |   | 2     |
| Guayas - Distrito 1                 | 3  |    | 2  |   |   |   |   |   |   |   | 5     |
| Guayas - Distrito 2                 | 2  | 1  | 2  |   |   |   |   |   |   |   | 5     |
| Guayas - Distrito 3                 | 2  | 1  | 2  |   |   |   |   |   |   |   | 5     |
| Guayas - Distrito 4                 | 3  | 1  | 1  |   |   |   |   |   |   |   | 5     |
| Imbabura                            | 3  | 1  |    |   |   |   |   |   |   |   | 4     |
| Loja                                | 2  | 2  |    |   |   |   |   |   |   |   | 4     |
| Los Ríos                            | 4  | 1  | 1  |   |   |   |   |   |   |   | 6     |
| Manabí - Distrito 1                 | 3  | 1  |    |   |   |   |   |   |   |   | 4     |
| Manabí - Distrito 2                 | 5  |    |    |   |   |   |   |   |   |   | 5     |
| Morona Santiago                     | 1  |    |    |   |   |   | 1 |   |   |   | 2     |
| Napo                                | 1  |    |    |   |   | 1 |   |   |   |   | 2     |
| Orellana                            | 1  |    |    |   |   |   | 1 |   |   |   | 2     |
| Pastaza                             |    | 1  |    |   |   |   |   |   | 1 |   | 2     |
| Pichincha - Distrito 1              | 2  | 2  |    |   |   |   |   |   |   |   | 4     |
| Pichincha - Distrito 2              | 4  | 1  |    |   |   |   |   |   |   |   | 5     |
| Pichincha - Distrito 3              | 3  | 1  |    |   |   |   |   |   |   |   | 4     |
| Pichincha - Distrito 4              | 2  | 1  |    |   |   |   |   |   |   |   | 3     |
| Santa Elena                         | 2  |    |    |   |   |   |   |   |   | 1 | 3     |
| Santo Domingo                       | 3  | 1  |    |   |   |   |   |   |   |   | 4     |
| Sucumbios                           | 1  |    |    |   | 1 | 1 |   |   |   |   | 3     |
| Tungurahua                          | 1  | 2  | 1  |   |   |   |   |   |   |   | 4     |
| Zamora Chinchipe                    |    | 1  |    |   | 1 |   |   |   |   |   | 2     |
| América Latina, el Caribe, y África | 1  | 1  |    |   |   |   |   |   |   |   | 2     |
| Estados Unidos y Canadá             | 1  | 1  |    |   |   |   |   |   |   |   | 2     |
| Europa, Asia, y Oceanía             | 2  |    |    |   |   |   |   |   |   |   | 2     |
| Total                               | 74 | 34 | 15 | 1 | 4 | 2 | 4 | 1 | 1 | 1 | 137   |

## Elecciones de parlamentarios andinos
← 2013 Elecciones parlamentarias de Ecuador 2021 →
     Partidos con representación parlamentaria
|  | 36,98 % |

|  | 18,92 % |

|  | 16,79 % |

|  | 10,74 % |

|  | 5,15 % |

|  | 2,58 % |

|  | 2,43 % |

|  | 2,35 % |

|  | 1,47 % |

|  | 1,42 % |

|  | 1,17 % |

|  | 78.39 % |

|  | 11.75 % |

|  | 9.86 % |

|  | 100.00 % |

|  | 83.11 % |

Los cinco parlamentarios andinos elegidos fueron:
| Partido                                     | Parlamentario                    | Parlamentario               | Parlamentario |
| ------------------------------------------- | -------------------------------- | --------------------------- | ------------- |

Alianza PAIS
CREO
Partido Social Cristiano

| Alianza PAIS Partido Socialista Ecuatoriano |                                  | Hugo Quiroz Vallejo (PAIS)  |               |
| Alianza PAIS Partido Socialista Ecuatoriano | Mireya Cárdenas Hernández (PAIS) |                             |               |
| Alianza PAIS Partido Socialista Ecuatoriano | Pamela Aguirre Zambonino (PAIS)  |                             |               |
| Movimiento CREO Movimiento SUMA             |                                  | Fausto Cobo Montalvo (CREO) |               |
| Partido Social Cristiano                    |                                  | Patricia Terán Basso        |               |